# テーベ軍団
テーベ軍団（てーべぐんだん、テーバイ人(びと)軍団とも； 英：Theban  Legion ; 独 : Thebäische Legion/ Thebaische Legion）は中世ヨーロッパにおいて、「スイスを中心に広く尊信された殉教者の大集団」。この大規模の殉教は5世紀 リヨンのエウケリウスが『アガウヌム殉教記』に記し、中世盛期に英独仏伊の皇帝・王侯に仕えたティルベリのゲルウァシウス（1152年頃-1220年以後）が神聖ローマ皇帝 オットー4世に献呈した奇譚集『皇帝の閑暇』（Gervasii Tilberiensis: Otia Imperialia ad Ottonem IV Imperatorem; 1209年－1214年執筆）や中世ヨーロッパのベストセラー『黄金伝説』においても取り上げられている。

テーベ軍団, リトグラフ, 1830年 - 1850年

「皇帝マクシミアヌスがガリアの叛乱に対処すべく動員した軍隊の中に、エジプトで徴募された、キリスト教徒だけからなる軍団、通称テーベ軍団があったということであります。全軍レマン湖畔に集結して勝利祈願の儀式を挙行した時、この軍団だけは異教の祭儀への参加を拒否してアガウヌムに退去し、ために全軍の襲撃を受けて全滅します。」この伝説を不動のものにした5世紀の『アガウヌム殉教記』には、殉教者数を6600とし、「マウリキウス、エクスペルス、カンディドゥス、ヴィクトル以外には我らには名も伝わらないが、・・・ウルススとヴィクトルのみ逃れて、後日ソルールで殉教した」と記されている。殉教の地に建てられた町が現在のサン＝モーリス市（スイス、レマン湖に注ぐローヌ川沿いにある）、軍団の最高指揮官マウリティウスの墓地近くに建造されたのが現在も活動しているサン＝モーリス大修道院である。テーベ軍団の信仰は各地に広がり、辛うじて難を逃れた兵士がこの地に伝道、この地で殉教したとする伝説を生んだ。その結果、「かつて軍団に兵籍をもっていたことになっている聖者の数はスイスで約300、ドイツで1000を越え、イタリアではそれこそ数えきれない。」なお、中世ドイツでマウリティウス（モーリッツ）を名乗る男児が多かったのは、この聖者にあやかったからである。ドイツではほかにケルン市の守護聖人の一人聖ゲレオン（シュテファン・ロッホナー描くケルン大聖堂の「三王祭壇画」の右翼面）やクサンテン市と大聖堂の守護聖人、聖ヴィクトルなどが特に知られている。

## 伝説の根拠

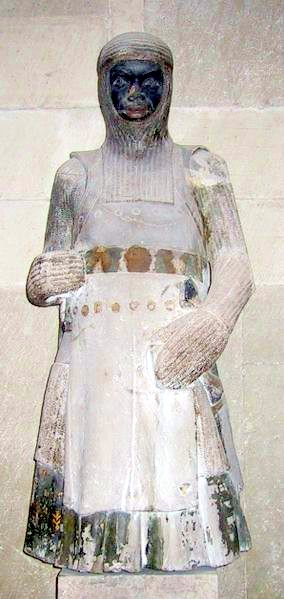
聖モーリスの像; テーベ軍団総指揮官

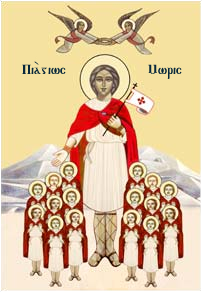
テ―ベ軍団のコプトアイコン

テーベ軍団の存在と事件に関する記述は基本的に450年頃に死去したリヨンの司教、エウケリウス（Eucherius）が430/40年頃に著わした『アガウヌム殉教記』（passio Acaunensium martyrum）に依拠している。同司教は、その著作によって「この事件の顕彰のために」（pro honore gestorum）そして「忠実に」（fide）事件を伝えるつもりであるが、それはテーベ軍団の輝かしい殉教が人々の記憶から消えないためである、と記している。エウケリウスは一連の口承伝承に依拠しているが、その仲介をなしたのがジュネーヴの司教Isaakである。一方Isaak自身が5世紀初めに死去したシオン（独：ジッテン）の司教テオドル（Theodor）を自説の権威付けにしている。この時代のもう一つの伝承として作者不明の殉教記があり、そこにはエウケリウスの写本とは異なる部分も存在する。テーベ軍団に関する最も古い記述は事件発生とされる時点から少なくとも100年経過してから生まれたものである。それらは同時代の史料によって検証することができない。なぜなら3世紀末の史実を伝える史料は存在しないからである。
その後、トゥールの司教グレゴリウス（Grégoire de Tours）、ヴェナンティウス・フォルトゥナートゥス（Venantius Fortunatus）、ヴァーラフリート・ストラーボ（Walafried Strabo）らが全面的にエウケリウスに依拠しつつテーベ軍団について伝えた。その際、特定の地方の聖人がテーベ軍団の一員とされている場合が多い。例えば、上記グレゴリウスは590年頃、ケルンで尊信されていたゲレオンとその仲間をテーベ軍団に属していたと主張し、今日のスイス・ヴァリス州に限定されていた伝説にラインラントの殉教者伝説を加えた。11世紀成立の作者不明の『聖ゲレオン、聖ヴイクトル、聖カッシウス、聖フロレンティウスらテーベ人殉教者の受難』（passio sanctorum Gereonis, Victoris, Cassi et Florentii Thebaeorum martyrum）はテーベ軍団の関係する地域をラインラントのほぼ全域にまで広げた。1569年にラウレンティウス・スリウス（Laurentius Surius）はその伝承を自身の聖人伝に記載している。
「それに対して、リヨンのエウケリウスは受難記において歴史的背景に立ち入ることが少ない。歴史的背景の描写は非常にあいまいで判然としない。エウケリウスの関心は外的事情にはなく、本来のテーマ、受難そのものにあった」- ハインリヒ・ビュットナー（Heinrich Büttner）「テーベ軍団の殉教についての議論をめぐって」（Zur Diskussion über das Martyrium der Thebäischen Legion）

## 伝説

### 5世紀の伝承
エウケリウスによれば、この軍団はローマ帝国の東部、今日のエジプト出身であり、6600人（作者不明版：6660人）全員がキリスト教徒であった。軍団はマウリティウス（Mauritius）が率いていたが、後の伝承では彼は聖槍を所有していたという。他に名を記されて将はエクスペリウス（Exuperius）とカンディドゥス（Candidus）である。作者不明版によれば、3世紀末、ローマ皇帝マクシミアヌス（Maximianus） はen:Bagaudaeとの戦いのためにガリアに派遣した。ところがエウケリウスによれば、以下の事件は303年のキリスト教徒に対する大規模の迫害開始とともに発生したという。
伝説によれば、マクシミアヌスがオクトドゥルム（Octodurum）、今日のマルティニー（Martigny）に陣を敷いた際、戦闘開始の前に部下の将兵に対してローマの神々のために供香することを要求した。マウリティウスとその軍団はそれを拒み、アガウヌム（Agaunum）、今日のサン・モーリス・ダゴーヌ（St. Maurice d’Agaune）に行き、そこに陣を張った。原隊への復帰と供香への要求の後、軍団は罰として、十人に一人を罰する処刑（decimatio）を2回受けた。エウケリウスによると、この処刑の理由は、同じ信仰のキリスト教徒と戦うことを軍団の者が拒否したからである。彼らは抵抗せずに殉教をまさに望んだ。そこでマクシミアヌスは軍団の全員を殺害せよとの命令を発した。兵士らが死者の残した所有物の略奪を行っているときに、ウィクトル（Viktor）という名前のキリスト教徒が通りかかったが、彼は自分がキリスト教徒であると身を明かしたために殺害されたという。隊員のうち2人、聖ウィクトル（St. Viktor）と聖ウルスス（St. Ursus）が逃れてゾロトゥルン（Solothurn）にやって来たが、そこで殺害された。

### ラインラントの殉教者伝
作者不明の『聖ゲレオン・・・の受難』（ passio sanctorum Gereonis...）によれば、テーベ軍団の抵抗が排除された際、一部の隊員はすでに今日のラインラントに達していた。彼らは、ボン（聖カッシウスと聖フロレンティウス(St. Cassius und St. Florentius)と7ないし12人の戦友）、ケルン（聖ゲレオン (St. Gereon)と318人の戦友）、クサンテン（聖ヴィクトル (St. Viktor)と330人の戦友、聖マルロスス (St. Mallosus)）で捉えられ、処刑されたとされる。
トリーアに伝わる伝説では、軍団はこの町の北部で処刑されたという。殉教者のものとされる無数の頭蓋骨や遺骨が今日までも同地の聖パウリン(St. Paulin) 教会に安置されている。この教会は元々ローマ時代の墓地の上に建てられたものである。

### その他の伝承
9世紀末の他の伝説によれば、ツルザッハ（Zursach）の聖ヴェレーナ（Verena）もテーベ軍団に随行してスイスに赴き、殉教者の墓を敬い、童貞と禁欲の生涯を送ったという。1070年代、シジュベール・ド・ジャンブルー（Sigebert de Gembloux；1030頃-1112）は3巻本の『聖なるテーベ人の受難』（Passio Sanctorum Thebeorum）を著わし、 クサンテンのヴィクトル、 ゾロトゥルンのヴィクトルとウルスス、トリーアのテュルスス（Tyrsus）、ケルンのゲレオンとその仲間、ボンの50人の殉教者およびベルガモ（Bergamo）のアレクサンデル（Alexander）とヴェンティミーリア（Ventimiglia）のセクンドゥス（Secundus）の名前も挙げて、その人数に象徴的数解釈をほどこしている。

## 崇敬
テーベ軍団に対する、処刑地とされる土地での崇敬は4世紀末まで遡ることができる。軍団の聖遺物はオクトドゥルムの司教、後に列聖されたテオドルス（Theodorus）によってアガウヌム、今日のスイス・ヴァリス州のサン・モーリスにおいて発見された。司教はそれを392年頃クール・ドュ・マルトレ（Cour du Martolet）に埋葬し、そこ墓地の上に教会を建設した。マウリティウスとその部下たちは430年の『ヒエロニムス殉教者暦』（Martyrologium Hieronymianum）に現れるので、すでにその地の教会暦の一部となっていたと推測される。エウケリウスは450年頃にあったと推測される奇蹟譚において、ある婦人がアガウヌムにやってきて、麻痺した身体の治癒を祈ると、その効験が現れたと伝えている。当時すでに殉教者の受難の地への巡礼が行われていたということになる。エウケリウスはこの出来事との関連で療養所 (hospitium) の存在と金銀による寄進についても記している。テーベ軍団の遺骨のことは、エウケリウスの時代に相当有名になっていたことは明かである。アガウヌムは、アルプスを南北に越えてゆく巡礼者にとって好都合の位置にあったことも、巡礼者に好まれた理由と言えよう。
515年ブルグンド王シギスムンド（Sigismund）はサン・モーリス修道院を設立し、巡礼の霊場とした。殉教者墓地に詣でた最初の教皇として証明できるのは、753年末のステファヌス2世の訪問である。教皇は フランク王 ピピンと外交交渉をするために当地にやってきたが、王の方は姿を現すことがなかった。カロリング朝の訪問者で有名なのが、875年のカール禿頭王の訪問である。初期の伝承では、集団としての崇敬が特徴的であったが、サン・モーリス訪問記は総指揮官マウリティウス個人に関心を強めていく。
中世初期、すでにサン・モーリスには、聖遺物が存在したが、それはその地が古代の巨大な墓地の上にあったからである。聖遺物は各地の修道院、礼拝堂、教会に寄贈された。聖遺物が宗教施設の設立と結びつくこともあった。殉教者の聖遺物として崇敬された遺骨は後に一部はサン・モーリスに奉遷され、この地は数百年に亘って中心的な巡礼地となった。他の聖遺物は今日にいたるまで殉教したとされる各地の教会に守護聖人の聖遺物として安置されている。例えば、カッシウスとフロレンティウスは1643年にボンの守護聖人とされている。また、コンスタンティヌス大帝の母后 ヘレナによる諸殉教者の遺骨収集をめぐる伝説は、ゲレオンやヴィクトル等にまで広がった。

## 成員の名称の問題
特にウィクトル（ヴィクトル；Victor/Viktor)という名称はテーベ軍団で複数の殉教者を同時に指しているので、該当者の本名は分からず、ラテン語の「勝利者」という称号を帯びていると推測されるときもある。総指揮官マウリティウス（Mauritius）も正しい伝承による名前ではなく、ギリシャ語mauros, μαῦρος （黒い、暗い）によってMaure/Mohr（ムーア人）としての属性を表した称号ともみなされうる。これは、15世紀以来マウリティウスを黒い肌の軍人として描く伝統に一致する。ゲレオン（Gereon）という名前もギリシャ語geron, γέρων （老人）ないしラテン語gerere（戦争する）による、姓名不詳の人物のタイトルと解釈されることもある。

## 史実
今日の研究成果の示すところは、この軍団の存在と暴力的な壊滅状況に対するきわめて大きな疑問であり、すでに19世紀前半にそのような見解は存在した。有力な論拠の一つとしてすでに16世紀に挙げられたのは、以下のような主張である。エウケリウスと同時代の重要な史家スルピキウス・セウェルス（Sulpicius Severus）が残した記録には、テーベ軍団に関する伝承を記した言葉が存在しない。セウェルスはそれどころか、ヴァレリアヌス帝時代の迫害（257-60年）の終結からディオクレティアヌス帝下のキリスト教徒迫害（303年以降）までの間の50年間は、帝国としてのキリスト教徒弾圧の措置が全くとられなかった、と強調している、ということである。これは、作者不明版殉教録による、対バガウデン（Bagauden）戦と関連して285/86年に重大事件が発生したという記述と矛盾する。
さらに、早くから指摘されていることだが、伝説そのものを抱えている矛盾とありそうもない内容の問題がある。たとえば、エウケリウス版の殉教記が前提としている、マクシミアヌスが304年頃に共治帝のコンスタンティウス（Constantius）の統治領域で軍事的行動を遂行したという話は信じられないとされている。このようなことは当時の統治の実際と矛盾しているだろうということになる。同様に、テーベ軍団が消滅したとされる時期にローマ帝国の西部でキリスト教徒迫害があったという証拠が全くない。また、軍団の名称 ― エウケリウスでは「テーベ人」（Thebaei）と呼ばれる「軍団」（legio militum）と記されている ― もその軍団の存在そのものを疑う契機となる。その名称の意味するものは、軍団の本来の駐屯地がエジプトのテーベにあったということである。しかし、2・3世紀のエジプトの軍団はLegio II Traiana fortis （仮訳「強力トラヤヌス第2軍団」）によって形成されていて、駐屯地もテーベでなく、アレクサンドリア近郊の ニコポリス（Nicopolis）であった。6600ないし6660という軍団員の数もこの時代の実際の軍団規模と一致しない。ディオクレティアヌス帝の時代（284年以降）1軍団は1000から2000の団員を擁するにすぎなかった。また軍団というものにふさわしくないのは、エウケリウスにおいて強調されているマウリティウスとカンディドゥスの„primicerius“ （仮訳「最上位者」）と „senator“ （仮訳「評議員」）という階級である。このような階級称は補助部隊の一部では用いられていたが、軍団では全く広まっていなかった。同じように、この時代の軍団でキリスト教徒だけで構成されていたというのはありそうもないとする見解も正当である。
一方、ルイ・デュプラ（Louis Dupraz）は、「テーベ軍団」の話には真実の核があり、テーベ軍団はLegio II Traiana fortis （仮訳「強力トラヤヌス第2軍団」）の、おそらく騎馬の、一部隊であったた見なす、現代では数少ない学者の一人である。「テーベ」という呼称は口承の伝承によることは確かであろう。エウケリウスは legioという語を使っているが、かれは同時代の読者にまず説明しなければならなかった。
デイヴィド・ウッズ（David Woods）ら数人の研究者は、この殉教の伝説は皇帝テオドシウス1世と帝位簒奪者エウゲニウスとの戦いに関連して創作されたとみなしている。394年、両者の間の関係は内戦となったが、テオドシウスはエウゲニウスとキリスト教徒でなかったその将軍アルボガスト（ Arbogast）を典型的なキリスト教徒の敵、キリスト教徒迫害者として描かせた。シオンのテオドルは殉教伝説によってオクトドゥルム（マルティニー）に駐屯していたエジプトの部隊をテオドシウス方に入れようとしたというのが、ウッズの解釈である。史資料の状態からみて、これが正しいかどうか最終的判断は下せない。

## テ―ベ軍団に関連する聖人
- 総指揮官Maurice（モリス/モーリス、仏：Mauriceモ－リス、ラテン語：Mauritius/Mauriciusマウリティウス/マウリキウス、独：Moritzモーリッツ）[25]
- Alexander of Bergamo（ベルガモのアレクサンデル） [26]
- Attilio
- Bessus
- Candidus（Kandidus; カンディドゥス） [27]
- Cassius and Florentius（Kassius und Florentius; ケルン市とボン大聖堂の守護聖人カッシウスとフロレンティウス）[28]
- Chiaffredo (Theofredus)
- Constantius（コンスタンティヌス；北イタリア・トリノ司教区にある山の麓に聖コンスタンティヌス崇敬の修道院があり、山頂には遺骸が安置されていた）[29]
- Defendens
- Exuperius (Exupernis)（エクスペリウス；フェーリクスとレーグラのきょうだいとともに殉教） [30]
- Felix and Regula, the patron saints of Zürich（チューリヒの守護聖人フェーリクスとレーグラ） [30]
- Fidelis of Como
- Fortunatus of Casei
- Gereon（ゲレオン） [31]
- Magnus of Cuneo
- Solutor, Octavius, and Adventor
- Tegulus
- Ursus of Solothurn（ ゾロトゥルン のウルスス）
- Victor of Agaunum（ アガウヌム のヴィクトル）[32]
- Victor of Solothurn（ ゾロトゥルン のヴィクトル）[33]
- Victor of Xanten（ クサンテン のヴィクトル）[33]
- Verena（ ヴェレーナ）[34]

## ギャラリー

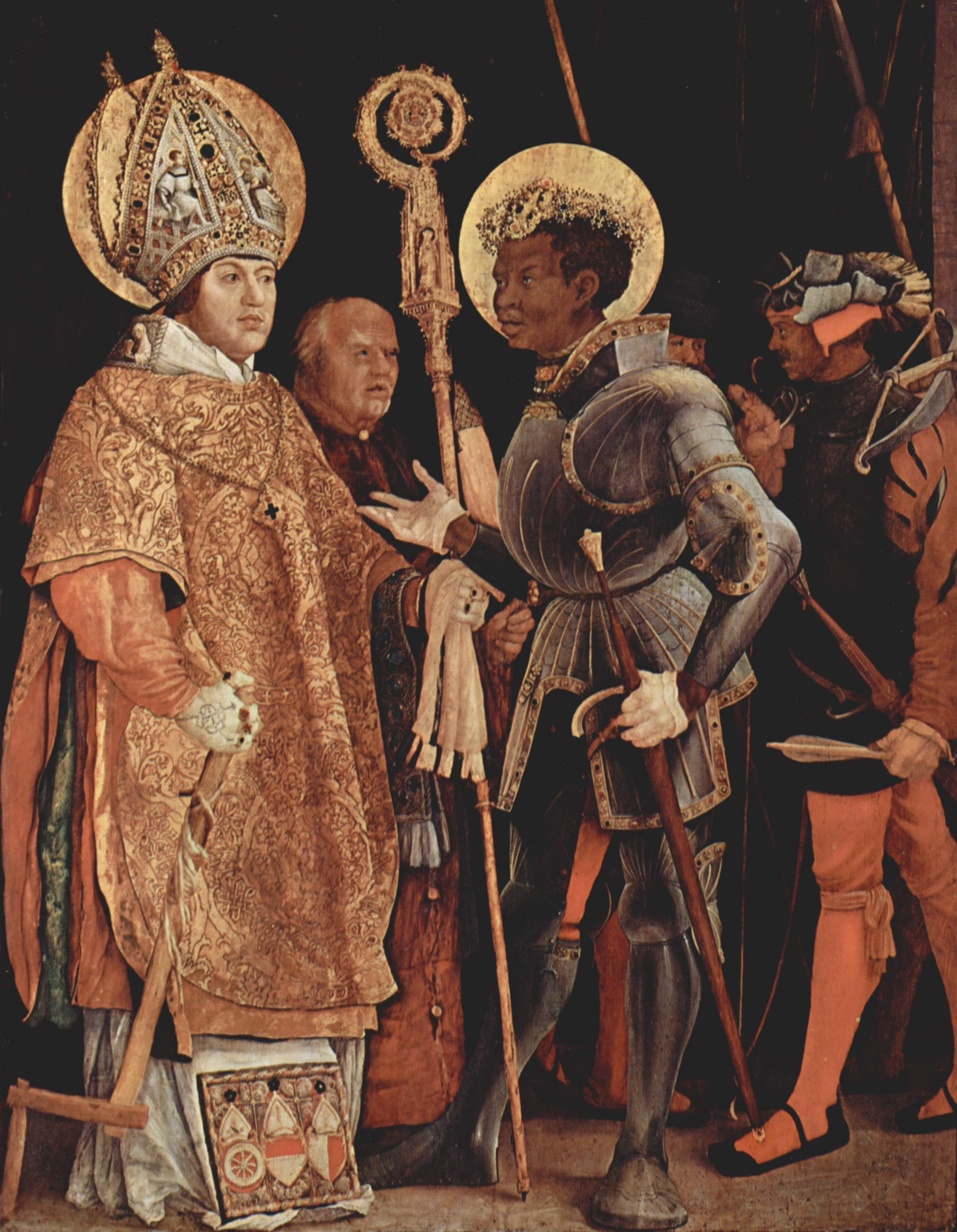
マティアス・グリューネヴァルトによる聖エラスムスと聖マウリティウス
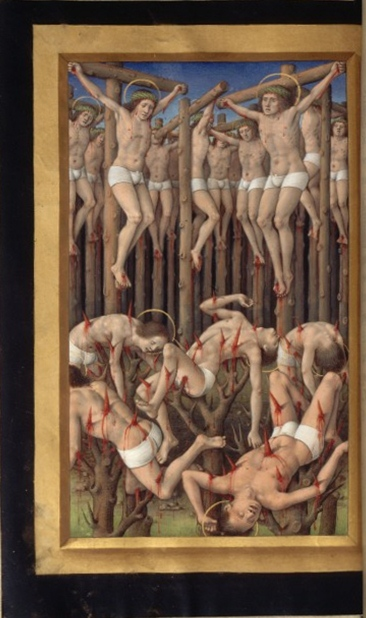
フランス王妃アンヌ・ドゥ・ブルターニュの大時祷書 en:Grandes Heures of Anne of Brittany（1503–08）
中世の写本Notitia Dignitatumからテーベ軍団の紋章の復元図
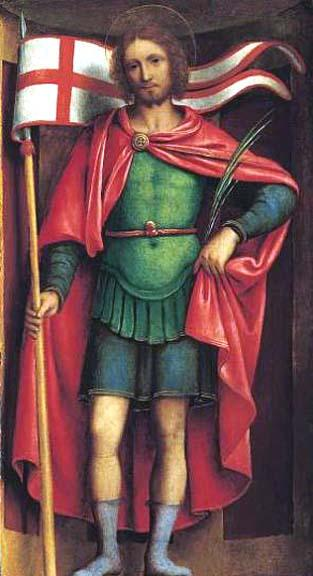
ベルガモのアレクサンデル
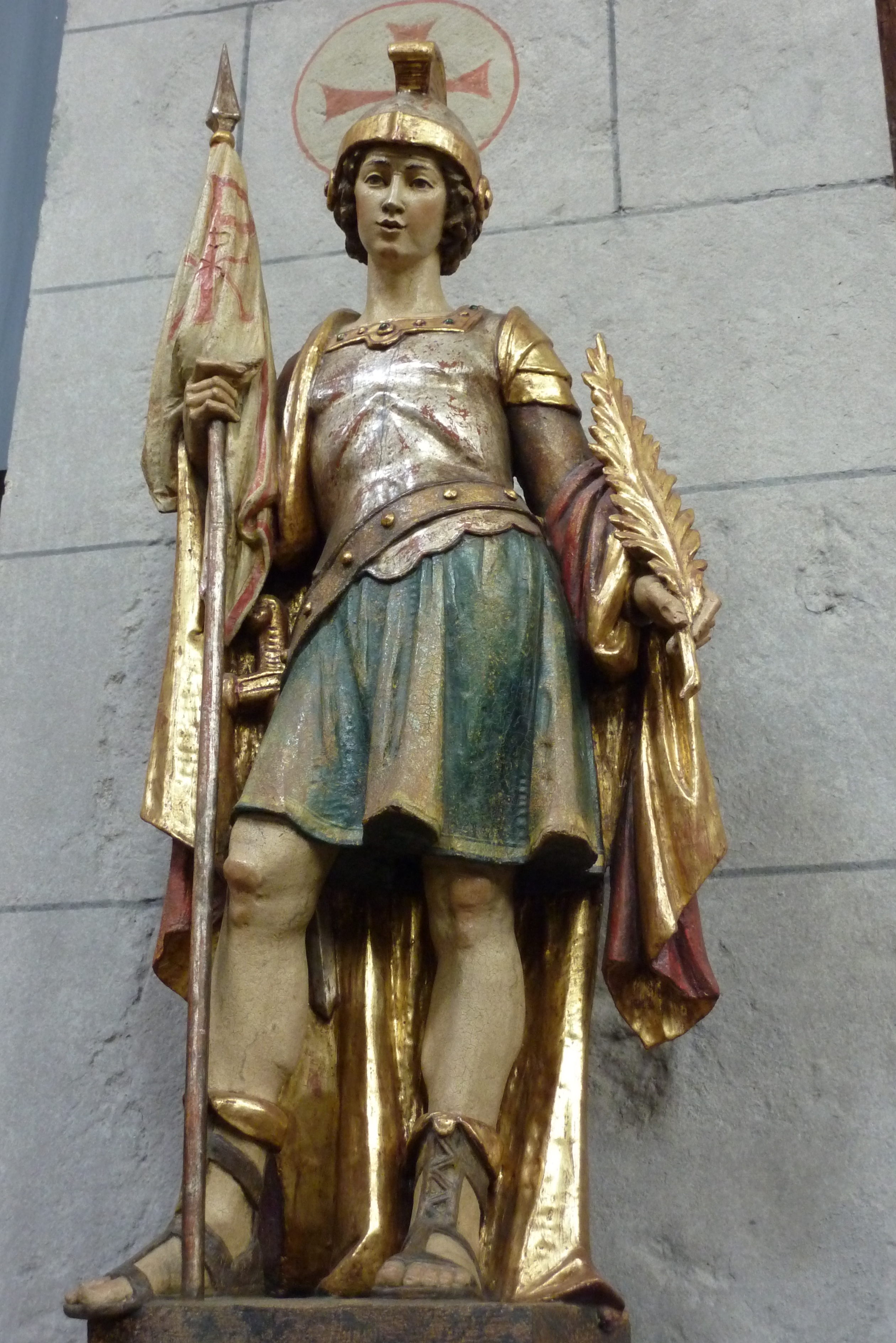
ザンクト・ヴィクトル・フォン・クサンテン
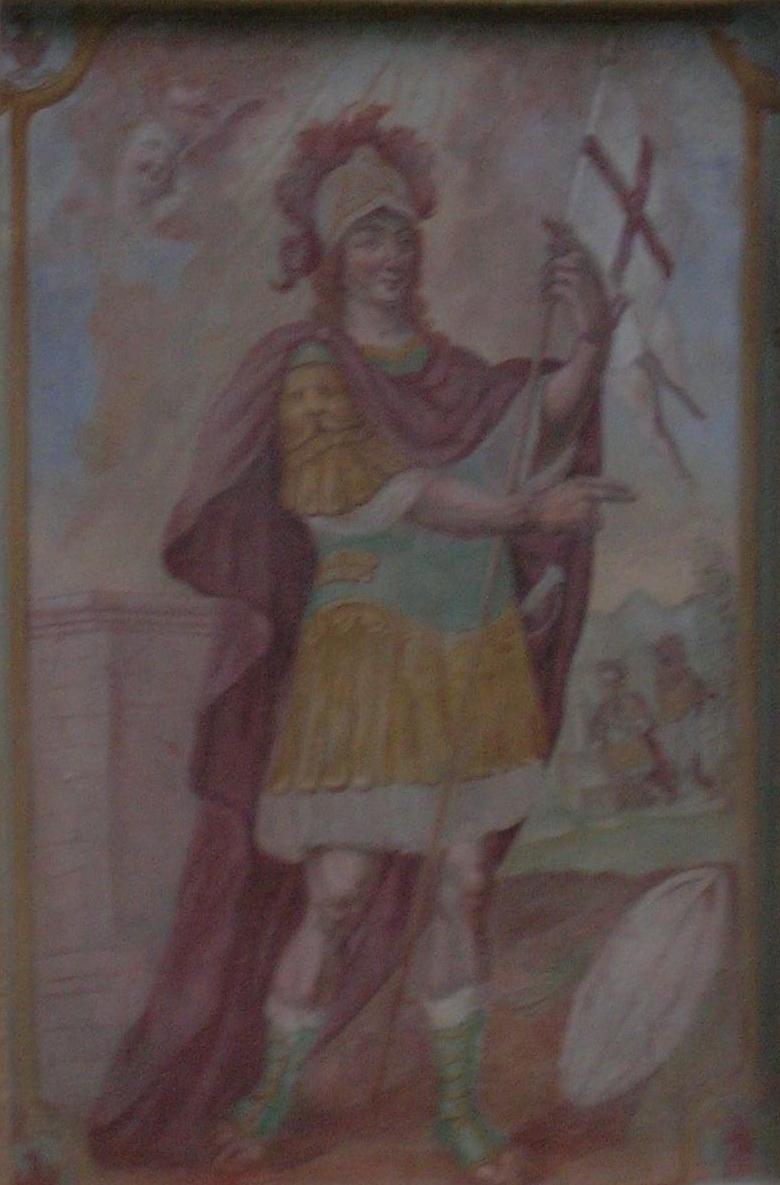
聖コンスタンティウス
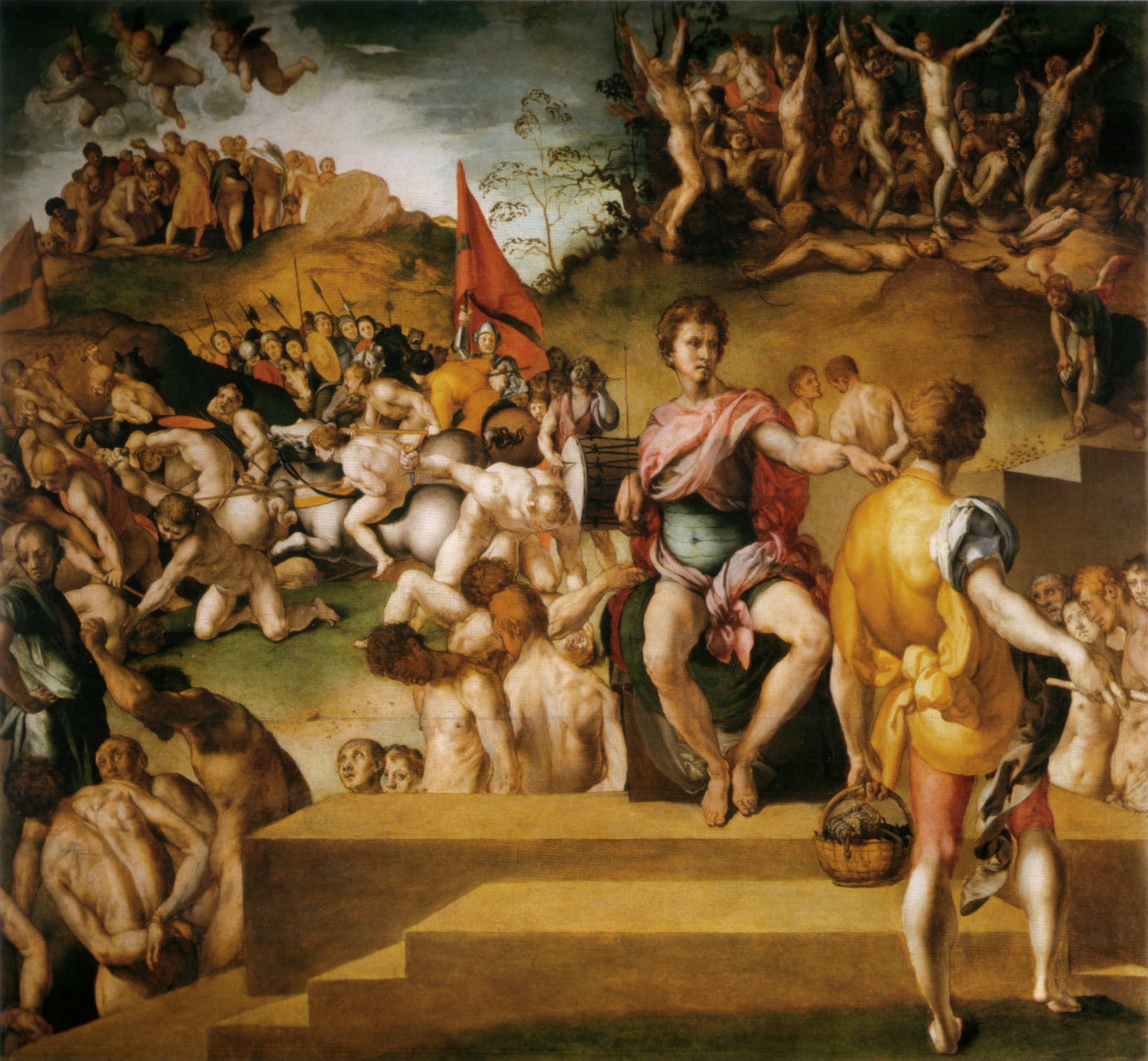
Die zehntausend Märtyrer（1529-30）
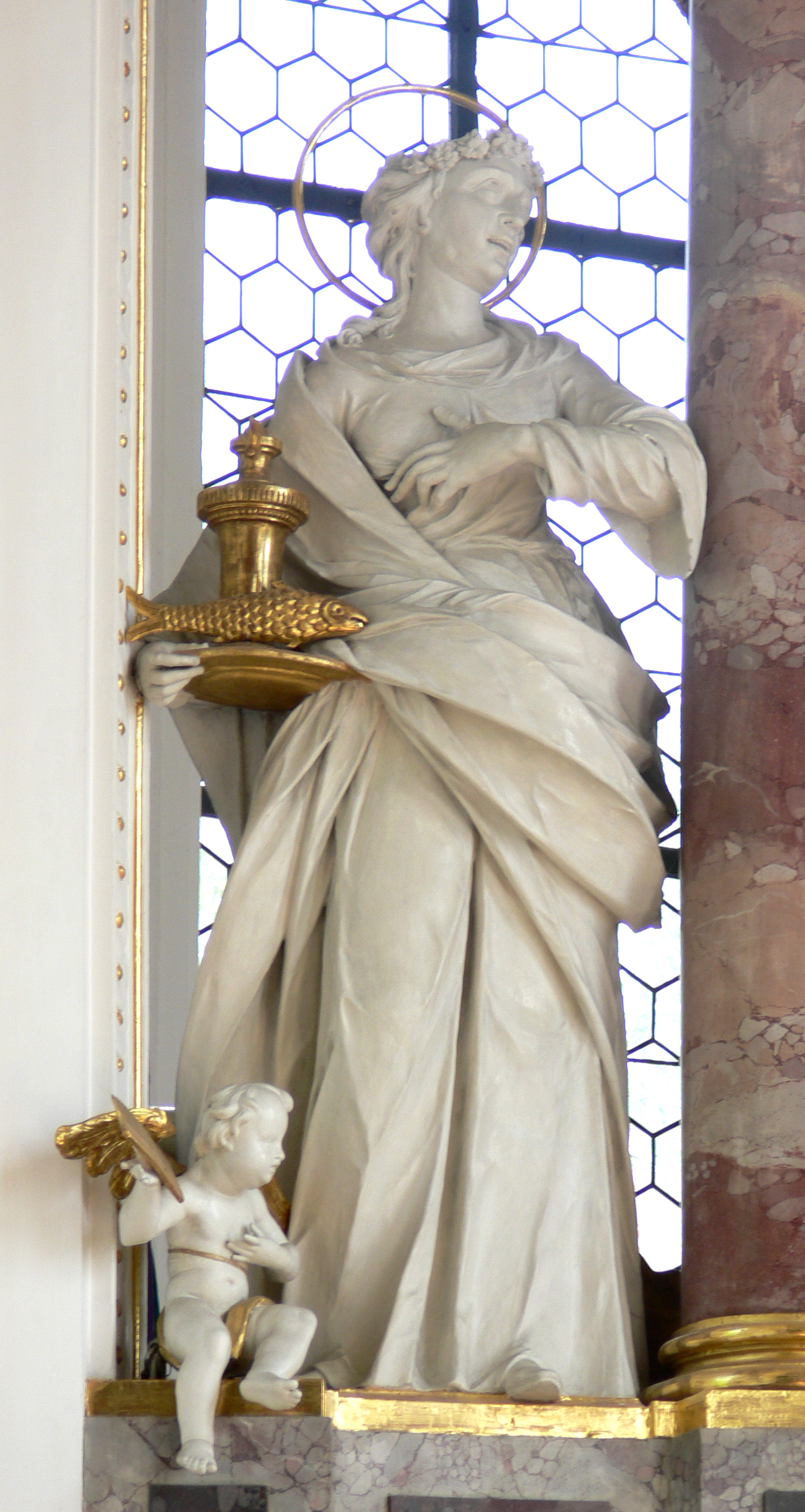
バート・ヴルツァッハ、教区教会　聖ヴェレーナ
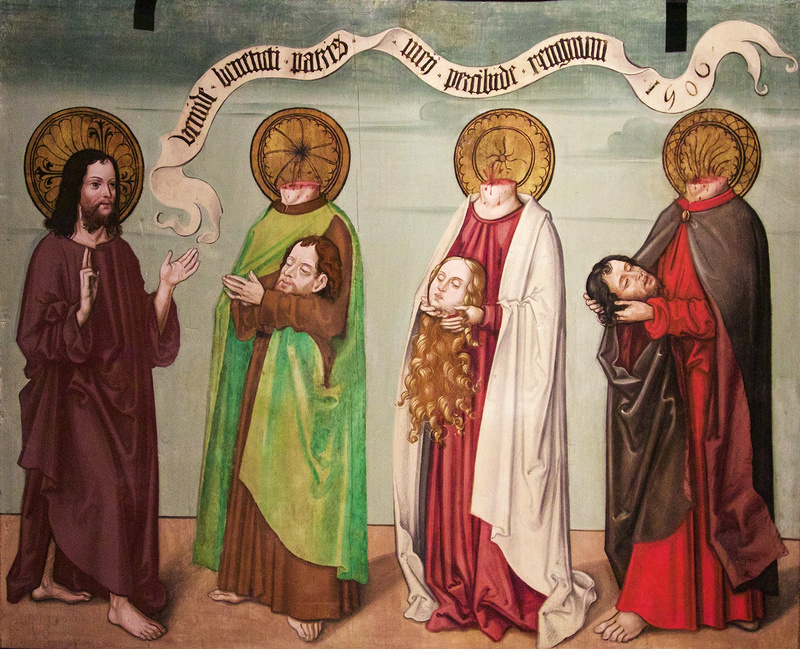
チューリヒの守護聖人フェーリクス、レーグラ、エクスペリウスen: Felix and Regula (1506）